# Machimus leucocephalus
Machimus leucocephalus är en tvåvingeart som beskrevs av Emile Janssens 1968. Machimus leucocephalus ingår i släktet Machimus och familjen rovflugor. Inga underarter finns listade i Catalogue of Life.